# FDP Kanton Bern
| Logo                           | Logo                                     |
| ------------------------------ | ---------------------------------------- |
| Logo FDP.Die Liberalen Schweiz |                                          |
| Basisdaten                     |                                          |
| Präsidentin:                   | Sandra Hess                              |
| Fraktionschef:                 | Carlos Reinhard (Grosser Rat)            |
| Regierungsrat:                 | Philippe Müller                          |
| Nationalrat:                   | Christian Wasserfallen                   |
| Wähleranteil:                  | 11,7 % (Grossratswahl 2022)              |
| Grossratsfraktion:             | 18 Mitglieder                            |
| Gliederung:                    | 9 Kreisparteien 110 Sektionsparteien     |
| Gruppierungen:                 | Jungfreisinnige FDP.Die Liberalen Frauen |
| Anschrift:                     | Neuengasse 20 3001 Bern                  |
| Website:                       | www.fdp-be.ch                            |

Die FDP Kanton Bern, offiziell FDP.Die Liberalen des Kantons Bern (früher Freisinnig-Demokratische Partei des Kantons Bern) ist eine liberale politische Partei im Kanton Bern; sie gehört zur FDP.Die Liberalen Schweiz an und bildet deren Kantonalpartei.
Parteipräsidentin ist seit 2023 Sandra Hess aus Nidau (BE).

## Amtierende Mandatsträger
Vollamtliche Mandatsträger
Die FDP Kanton Bern stellt zurzeit (2022) folgende vollamtlichen Mandatsträgerinnen und Mandatsträger:
- Regierungsrat: Philippe Müller, Vorsteher der Polizei- und Militärdirektion, seit 2006
- Nationalratsmitglieder: Christian Wasserfallen, seit 2007

Grossratsfraktion
Mitglieder des Berner Grossen Rates: Carlos Reinhard (Fraktionspräsident, Grossrat seit 2014), Sandra Hess (Fraktionsvizepräsidentin, seit 2018), Daniel Arn (seit 2018), Peter Bohnenblust (seit 2021), Michael Elsaesser (seit 2021), Claudine Esseiva (seit 2022), Peter Flück (seit 2006), Peter Haudenschild (seit 2021), Andreas Hegg (seit 2018), Virginie Heyer (seit 2018), Corentin Jeanneret (seit 2022), Hans-Peter Kohler (seit 2014), Stephan Lack (seit 2022), Pauline Pauli (seit 2022), Sibylle Plüss-Zürcher (seit 2022), Bruno Riem (seit 2022), Hans Schär (seit 2017), Christoph Zimmerli (seit 2018).

## Parteiorganisation
Parteileitung
Sandra Hess, Nidau (Präsidentin), Christoph Zimmerli, Bern (Vizepräsident), Matthias Siegenthaler, Wimmis (Vizepräsident), Daniel Beyeler, Bern (Geschäftsführer), Jason Steinmann, Ittigen (Präsident Jungfreisinnige), Barbara Freiburghaus, Bern (Präsidentin FDP.Die Liberalen Frauen), Virginie Heyer, Perrefitte, Christian Wasserfallen, Bern (Politik), Tobias Frehner, Bern (Wahlkampfleiter), Philippe Müller, Bern (Regierungsrat), Carlos Reinhard, Thun (Fraktionspräsident Grosser Rat), Mathias Siegenthaler, Wimmis (Ortsparteien), Thomas Stauffer, Kehrsatz (Finanzen).
Gliederung der Partei in Kreisparteien
Die FDP Kanton Bern ist in neun Kreisparteien untergliedert. Grundsätzlich entsprechen die Kreisparteien der Einteilung des Kantons Bern in die Verwaltungskreise, mit folgenden drei Unterschieden: Die FDP der Stadt Bern hat denselben Status wie eine Kreispartei, obwohl die Stadt Bern verwaltungstechnisch zum Verwaltungskreis Bern-Mittelland gehört. Die FDP-Mitglieder der drei Oberländer Verwaltungskreise (Frutigen-Niedersimmental, Obersimmental-Saanen und Interlaken-Oberhasli) sind in einer einzigen «Kreispartei» (FDP Oberland) zusammengefasst. Dasselbe gilt für die FDP-Mitglieder in den Verwaltungskreisen Biel und Seeland, die ebenfalls in einer einzigen «Kreispartei» zusammengefasst sind (FDP Biel-Seeland). Derzeit (2022) werden die Kreisparteien wie folgt präsidiert:
- FDP Bern Stadt: Stephan Lack
- FDP Biel-Seeland: Barbara Béguin-Jünger
- FDP Emmental: Andreas Wyss
- FDP Jura bernois: Jean-Luc Niederhauser
- FDP Mittelland Nord: Laura Bircher
- FDP Mittelland Süd: Patrick Müller, Adrian Corbetti
- FDP Oberaargau: Regina Leuenberger Huber
- FDP Oberland: Mathias Siegenthaler
- FDP Thun: Markus Brunner

Eigenständige, der Partei nahestehende Gruppierungen
- FDP.Die Liberalen Frauen Kanton Bern, Präsidentin: Barbara Freiburghaus
- Jungfreisinnige Kanton Bern, Präsident: Jason Steinmann

## Ehemalige Mandatsträger
Ehemalige Nationalratspräsidenten
- Ulrich Ochsenbein (1848)
- Jakob Stämpfli (1851 und wieder 1875)
- Paul Migy (1857)
- Eduard Blösch (1858)
- Karl Karrer (1861/62)
- Niklaus Niggeler (1866)
- Rudolf Brunner (1871/72)
- Eduard Marti (1877/78)
- Karl Zyro (1881/82)
- Eduard Müller (1890/91)
- Josef Stockmar (1896)
- Fritz Bühlmann (1900/01)
- Johann Hirter (1905/06)
- Virgile Rossel (1909/10)
- Hermann Schüpbach (1934/35)
- Simon Kohler (1974/75)
- Christa Markwalder (2015/2016)

Ehemalige Ständeratspräsidenten
- Paul Migy (1851)
- Niklaus Niggeler (1858/59)
- Karl Schenk (1863/64)
- Christian Sahli (1866/67)
- Johann Weber (1869/70 und wieder 1880/81)
- Friedrich Eggli (1893)
- Gottfried Kunz (1912/13)

Ehemalige Bundesräte
- Ulrich Ochsenbein (1848–1854)
- Jakob Stämpfli (1855–1863)
- Karl Schenk (1864–1895)
- Eduard Müller (1895–1919)
- Karl Scheurer (1919–1920)
- Johann Schneider-Ammann (2010–2018)

Ehemalige Bundesgerichtspräsidenten
- Eduard Blösch (1855 und wieder 1863)
- Emil Rott (1899)
- Viktor Merz (1911)
- Virgile Rossel (1929/30)
- Hans Peter Walter (2001/02)
- Arthur Aeschlimann (2007/08)

Ehemalige Grossratspräsidenten
- Beat Giauque (2011/12)
- Carlos Reinhard (2016/07)

## Ehemalige Parteifunktionäre
Ehemalige Präsidenten FDP Kanton Bern
- Johannes Matyassy (2004–2010)
- Peter Flück (2010–2012)
- Pierre-Yves Grivel (2012–2020)